# Liste der Biografien/Rieg
Liste der Biografien |
Portal Biografien |
Personensuche
# |
A |
B |
C |
D |
E |
F |
G |
H |
I |
J |
K |
L |
M |
N |
O |
P |
Q |
R |
S |
T |
U |
V |
W |
X |
Y |
Z |
?
 
Ra |
Rb |
Rd |
Re |
Rh |
Ri |
Rj |
Rk |
Rl |
Rm |
Rn |
Ro |
Rr |
Rs |
Rt |
Ru |
Rv |
Rw |
Rx |
Ry |
Rz
 
Ria |
Rib |
Ric |
Rid |
Rie |
Rif |
Rig |
Rih |
Rii |
Rij |
Rik |
Ril |
Rim |
Rin |
Rio |
Rip |
Riq |
Rir |
Ris |
Rit |
Riu |
Riv |
Riw |
Rix |
Riy |
Riz
 
Rieb |
Riec |
Ried |
Rief |
Rieg |
Rieh |
Riek |
Riel |
Riem |
Rien |
Riep |
Rier |
Ries |
Riet |
Rieu |
Riev |
Riew |
Riex |
Riez
Die Liste der Biografien führt alle Personen auf, die in der deutschsprachigen Wikipedia einen Artikel haben. Dieses ist eine Teilliste mit 199 Einträgen von Personen, deren Namen mit den Buchstaben „Rieg“ beginnt.

## Rieg
- Rieg, Eugen (1899–1948), Bürgermeister von Sinsheim (1933–1945) und NSDAP-Ortsgruppenleiter
- Rieg, Frank (* 1955), deutscher Universitätsprofessor für Konstruktionslehre
- Rieg, Iris (* 1972), deutsche Kirchenmusikerin

### Riege
- Riege, Adolf (1906–1994), deutscher evangelischer Theologe
- Riege, Bernd (* 1941), deutscher Politiker (SPD), MdL
- Riege, Fritz (1927–2025), deutscher Politiker (SPD), MdL
- Riege, Gerhard (1930–1992), deutscher Politiker (PDS), MdV, MdB
- Riege, Hans-Releff (1892–1941), deutscher Admiralarzt der Kriegsmarine
- Riege, Horst (* 1953), deutscher Fußballspieler
- Riege, Paul (1888–1980), deutscher SS-Gruppenführer und General in der Ordnungspolizei im Dritten Reich
- Riege, Rudolf (1892–1959), deutscher Maler und Graphiker
- Riegebauer, Sigrid (* 1961), österreichische Komponistin und Pädagogin
- Riegel, Albert (1802–1858), deutscher Porträtmaler
- Riegel, Carl (1897–1970), deutscher Fußballspieler
- Riegel, Carolin (* 1982), deutsche Fußballspielerin
- Riegel, Christina (* 1971), österreichische Skirennläuferin
- Riegel, Christoph (* 1648), deutscher Kupferstecher, Buchhändler und Verleger
- Riegel, Dietmar (1940–2013), deutscher Physiker
- Riegel, Eden (* 1981), US-amerikanische SchauspielerinEden Riegel (* 1981)

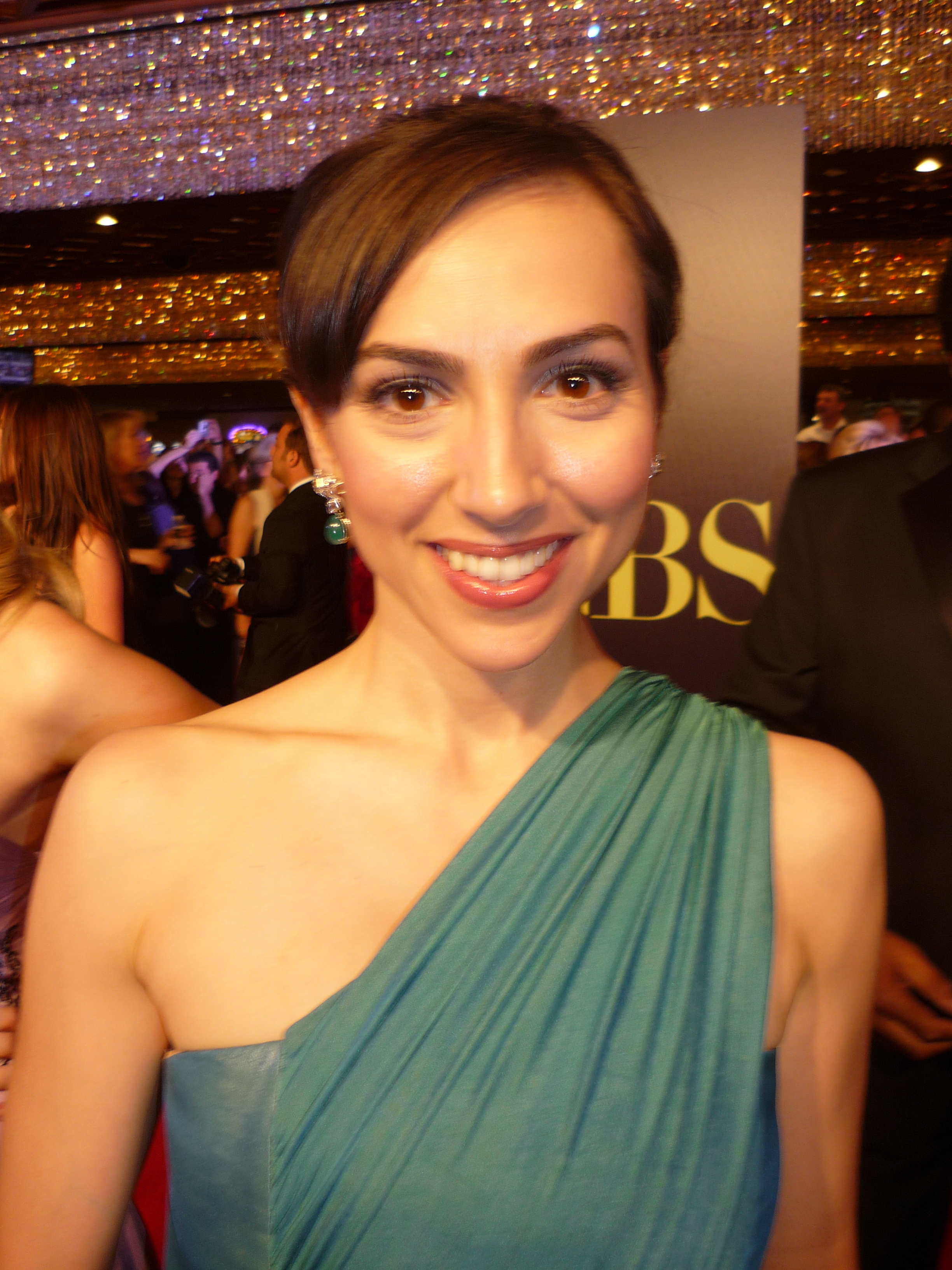
Eden Riegel (* 1981)

- Riegel, Ernst (1871–1939), deutscher Goldschmied, Bildhauer und Hochschullehrer
- Riegel, Erwin (1922–1982), deutscher Journalist und Politiker (SPD), MdL
- Riegel, Florian (* 1978), deutscher Filmeditor und Dokumentarfilmer
- Riegel, Franz (1843–1904), deutscher Mediziner
- Riegel, Friedhelm (1935–2022), deutscher Humorist
- Riegel, Hans (1893–1945), deutscher Unternehmer und Gründer von Haribo
- Riegel, Hans junior (1923–2013), deutsch-österreichischer Unternehmer und Sportler
- Riegel, Hans Peter (* 1959), Schweizer Autor
- Riegel, Harald (* 1965), deutscher Physiker und Hochschulrektor
- Riegel, Heinrich (1883–1967), deutscher Politiker (SPD), MdL
- Riegel, Herman (1834–1900), deutscher Kunsthistoriker, Museumsdirektor und Gründer des Allgemeinen Deutschen Sprachvereins
- Riegel, Hermann (1868–1928), deutscher Eisenbahningenieur und Leiter der obersten Baubehörde in Bayern
- Riegel, Jobst (1821–1878), deutscher Kupferstecher und Maler
- Riegel, Johann Georg (1833–1904), deutscher Architekt und Zeichner
- Riegel, Karl (1915–2001), deutscher Politiker (SPD), MdB, MdL
- Riegel, Kenneth (1938–2023), US-amerikanischer Opernsänger (Tenor)
- Riegel, Leonard (* 1983), deutscher Cartoonist, Comiczeichner und Satiriker
- Riegel, Marko (* 1974), deutscher Fußballspieler
- Riegel, Paul (1926–2009), deutscher Unternehmer
- Riegel, Peter (1935–2018), US-amerikanischer Ingenieur
- Riegel, Reinhard (1942–2000), deutscher Rechtswissenschaft und Datenschutzexperte
- Riegel, Richard (1900–1982), deutscher Politiker (KPD), MdL
- Riegel, Tatiana S., US-amerikanische Filmeditorin
- Riegel, Tina (* 1965), deutsche Eiskunstläuferin
- Riegel, Ulrich (* 1966), deutscher katholischer Theologe und Hochschullehrer
- Riegel, Werner (1925–1956), deutscher Lyriker und Essayist
- Riegele, Sebastian (1876–1947), deutscher Brauereibesitzer, Unternehmer und Kommerzienrat
- Riegelhuth Koren, Linn-Kristin (* 1984), norwegische Handballspielerin
- Riegelhuth, Betina (* 1987), norwegische Handballspielerin
- Riegelmann, Gotthold (1864–1939), deutscher Bildhauer und Bildschnitzer
- Riegelnik, Susanne (* 1948), österreichische Künstlerin
- Riegels, Roy (1908–1993), amerikanischer American-Football-Spieler
- Riegenring, Hans-Joachim (1924–2002), deutscher Schriftsteller
- Riegenring, Wilmar (1905–1986), deutscher Karikaturist und Illustrator
- Rieger, Adolf (1899–1956), deutscher Ringer
- Rieger, Albert (1834–1905), deutsch-österreichischer Maler
- Rieger, Alfred (1907–1990), deutscher Politiker (FDP), MdL
- Rieger, Alois (1869–1951), österreichischer Politiker (DnP), Abgeordneter zum Nationalrat
- Rieger, Andreas (1839–1918), siebenbürgischer Industrieller und Fabriksbesitzer
- Rieger, Andreas Abu Bakr (* 1965), deutscher Jurist und Publizist, Vorsitzender der European Muslim UnionAndreas Abu Bakr Rieger (* 1965)

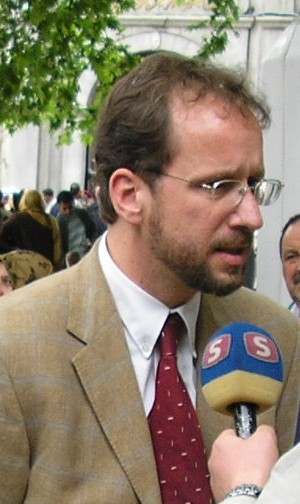
Andreas Abu Bakr Rieger (* 1965)

- Rieger, August (1886–1941), österreichischer Landschaftsmaler
- Rieger, August (1914–1984), österreichischer Filmregisseur, Produktionsleiter und Drehbuchautor
- Rieger, Barbara (* 1982), österreichische Schriftstellerin
- Rieger, Berndt (* 1962), deutscher Mediziner und Schriftsteller
- Rieger, Bernhard (1922–2013), deutscher Geistlicher und Weihbischof in Rottenburg-Stuttgart
- Rieger, Bernhard (* 1959), deutscher Chemiker und Hochschullehrer
- Rieger, Bernhard (* 1967), deutscher Ringer
- Rieger, Birgit (* 1949), deutsche Kinderbuch-Illustratorin
- Rieger, Burghard (1937–2021), deutscher Computerlinguist
- Rieger, Christian (* 1964), deutscher Opernsänger (Bariton)
- Rieger, Christian Friedrich (1757–1823), deutscher lutherischer Geistlicher
- Rieger, Christoph (* 1984), deutscher Kulturmanager und Literaturvermittler
- Rieger, Chuck, US-amerikanischer Informatiker
- Rieger, Diana, deutsche Kommunikationswissenschaftlerin und Hochschullehrerin
- Rieger, Dietmar (* 1942), deutscher Romanist und Literaturwissenschaftler
- Rieger, Eduard (1865–1938), österreichischer Politiker (SPÖ), Abgeordneter zum Nationalrat
- Rieger, Eduard (1946–2018), österreichischer Politiker (FPÖ), Landtagsabgeordneter in Tirol
- Rieger, Erwin (1889–1940), österreichischer Schriftsteller und Übersetzer
- Rieger, Eva (* 1940), deutsche MusikwissenschaftlerinEva Rieger (* 1940)

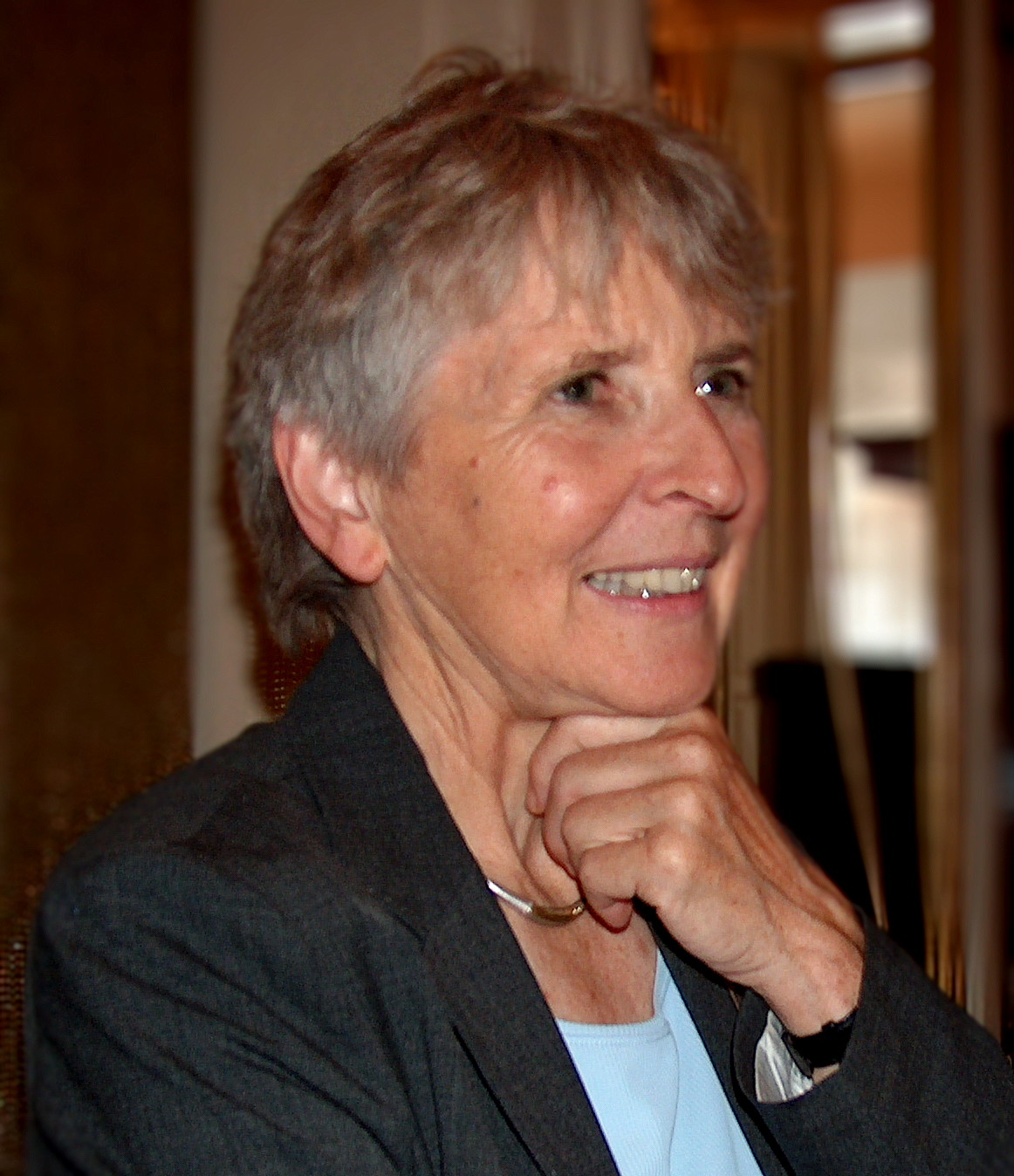
Eva Rieger (* 1940)

- Rieger, Federico von (1903–1987), deutscher Maler
- Rieger, Frank (* 1971), deutscher Hacker
- Rieger, František Ladislav (1818–1903), tschechischer Publizist und Politiker
- Rieger, Franz (1812–1885), schlesischer Orgelbaumeister und der Begründer des Orgelbauunternehmens Franz Rieger & Söhne, Jägerndorf
- Rieger, Franz (1923–2005), österreichischer Schriftsteller
- Rieger, Franz (* 1959), deutscher Politiker (CSU), MdL
- Rieger, Friedemann, deutscher Pianist
- Rieger, Friedrich (1811–1885), deutscher Sänger
- Rieger, Fritz (1910–1978), deutscher Dirigent und Generalmusikdirektor
- Rieger, Georg Johann (1931–2021), deutscher Mathematiker und Hochschullehrer
- Rieger, Georg Konrad (1687–1743), württembergischer pietistischer Geistlicher
- Rieger, Gerhard (* 1935), deutscher Fußballtorwart
- Rieger, Gernot (1972–2009), österreichischer Schauspieler und Liedermacher
- Rieger, Gottfried (1764–1855), mährischer Kapellmeister und Musiklehrer
- Rieger, Gotthard (* 1947), österreichischer Radio- und Fernsehmoderator
- Rieger, Günther (* 1939), österreichischer Skilangläufer
- Rieger, Hanna (1921–1985), deutsche Schauspielerin, Synchron- und Hörspielsprecherin
- Rieger, Hans-Martin (* 1966), deutscher evangelischer Theologe
- Rieger, Heiko (* 1962), deutscher Physiker und Hochschullehrer
- Rieger, Heinrich (1868–1942), österreichischer Zahnarzt und Kunstsammler
- Rieger, Helmut (1931–2014), deutscher Maler
- Rieger, Helmut (1931–2019), deutscher politischer Journalist und Autor
- Rieger, Helmut Martin (* 1943), deutscher Politiker (SPD), MdEP
- Rieger, Herbert (* 1919), deutscher Fußballspieler
- Rieger, Hermann (1863–1933), württembergischer Oberamtmann
- Rieger, Hermann (1896–1970), deutscher Verwaltungsbeamter
- Rieger, Hermann (1941–2014), deutscher Skitrainer und PhysiotherapeutHermann Rieger (1941–2014)

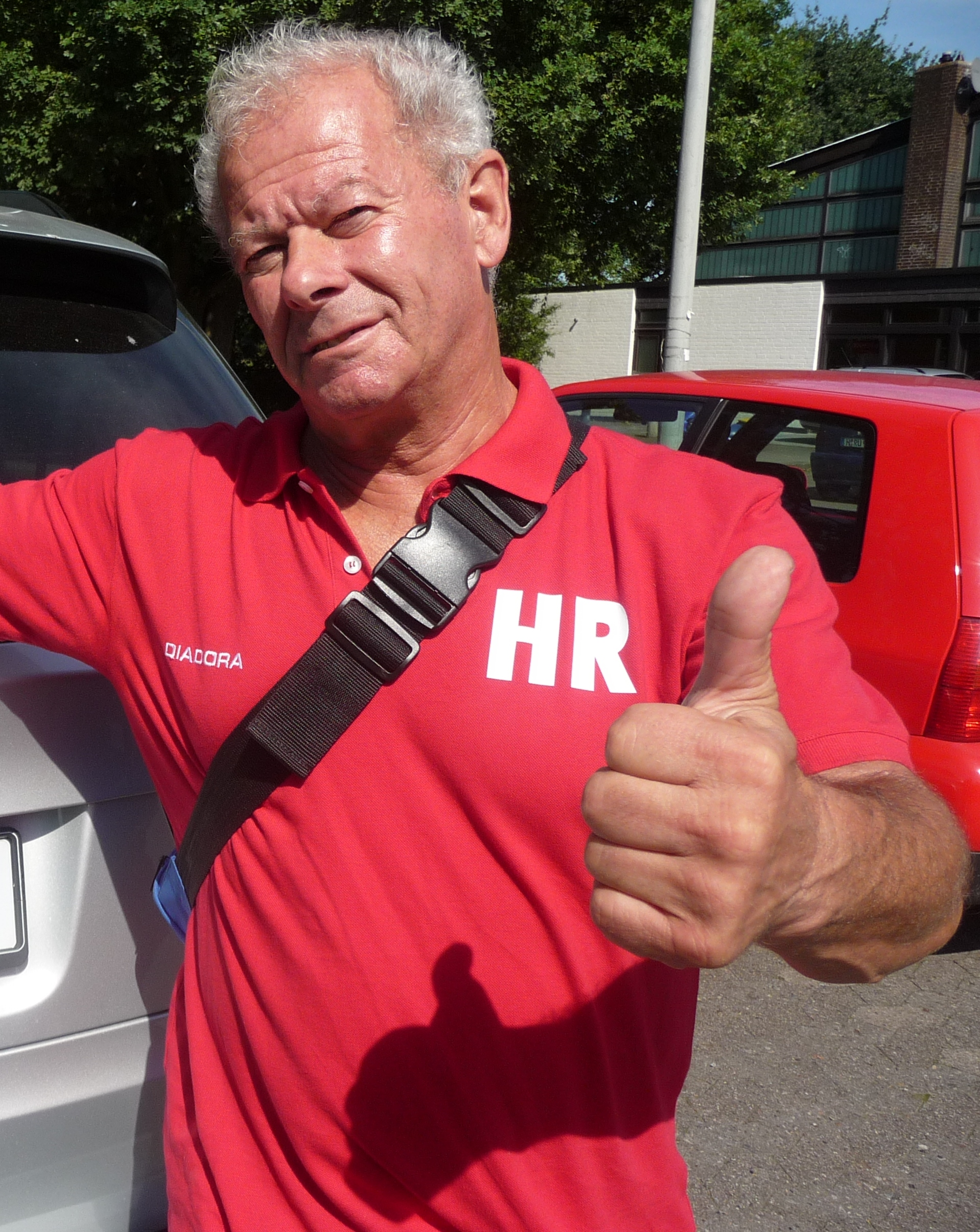
Hermann Rieger (1941–2014)

- Rieger, Herwigh (1898–1986), österreichischer Augenarzt
- Rieger, Jochen (* 1956), deutscher Komponist und Produzent
- Rieger, Johann (1655–1730), deutscher Maler und Zeichner
- Rieger, Johann Adam (1753–1831), Bischof von Fulda
- Rieger, Johann Jakob (1754–1811), deutscher Maler und Grafiker
- Rieger, Jolan (* 1931), deutsche Diplom-Psychologin und Lyrikerin
- Rieger, Jonny (1908–1985), deutscher Schriftsteller
- Rieger, Julius (1901–1984), christlicher Theologe, Kommunalpolitiker und Autor
- Rieger, Jürgen (1946–2009), deutscher Rechtsanwalt und Politiker (NPD)Jürgen Rieger (1946–2009)

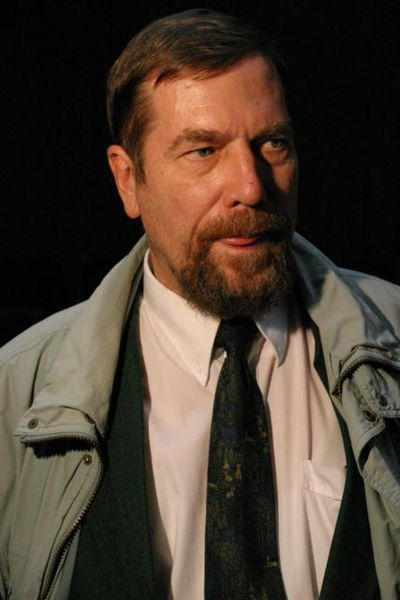
Jürgen Rieger (1946–2009)

- Rieger, Karl (1903–1983), deutscher Kommunalpolitiker, Bürgermeister von Haunstetten
- Rieger, Karl Heinrich (1726–1791), deutscher lutherischer Theologe
- Rieger, Konrad (1855–1939), deutscher Psychiater, Professor an der Universität Würzburg
- Rieger, Lars (* 1978), deutscher Politiker (CDU)
- Rieger, Lukas (* 1999), deutscher Popsänger
- Rieger, Magdalena Sibylla (1707–1786), deutsche Schriftstellerin
- Rieger, Manfred (* 1941), deutscher Gewichtheber
- Rieger, Marc Oliver (* 1974), deutscher Mathematiker
- Rieger, Martina (* 1969), deutsche Psychologin und Hochschullehrerin
- Rieger, Matthäus (1705–1775), deutscher Buchhändler und Verleger
- Rieger, Max (1904–1989), deutscher Fußballtorhüter
- Rieger, Max (* 1946), deutscher Skirennläufer
- Rieger, Max (* 1993), deutscher Singer-Songwriter, Musiker und ProduzentMax Rieger (* 1993)

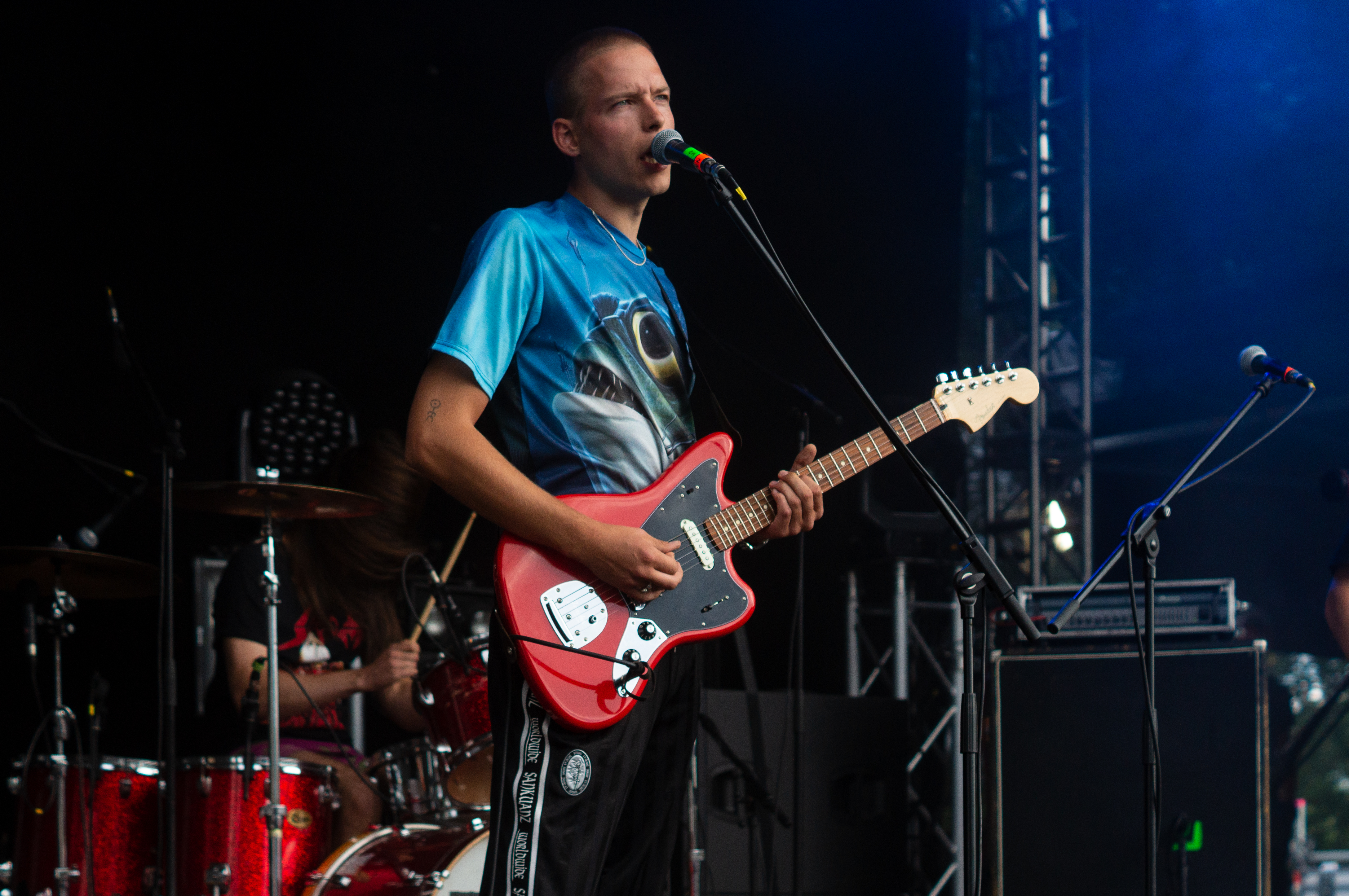
Max Rieger (* 1993)

- Rieger, Maximilian (1828–1909), deutscher Germanist und Schriftsteller
- Rieger, Othmar (1904–1966), österreichischer Germanist, Lehrer, Dichter und Erzähler
- Rieger, Paul (1870–1939), deutscher Reformrabbiner
- Rieger, Peter (* 1944), deutscher Boxer
- Rieger, Peter (* 1953), deutscher Leichtathlet
- Rieger, Peter (1953–2017), deutscher Konzert- und Tourneeveranstalter
- Rieger, Philipp (1916–2007), österreichischer Nationalökonom und Publizist
- Rieger, Philipp Friedrich von (1722–1782), württembergischer Generalmajor
- Rieger, Rafael (* 1973), deutscher römisch-katholischer Theologe
- Rieger, Ramona, deutsche Schauspielerin und Model
- Rieger, Reinhard (1943–2006), österreichischer Zoologe
- Rieger, Reinhold (* 1956), deutscher Theologe
- Rieger, Rotraut (* 1946), deutsche Theater- und FilmschauspielerinRotraut Rieger (* 1946)

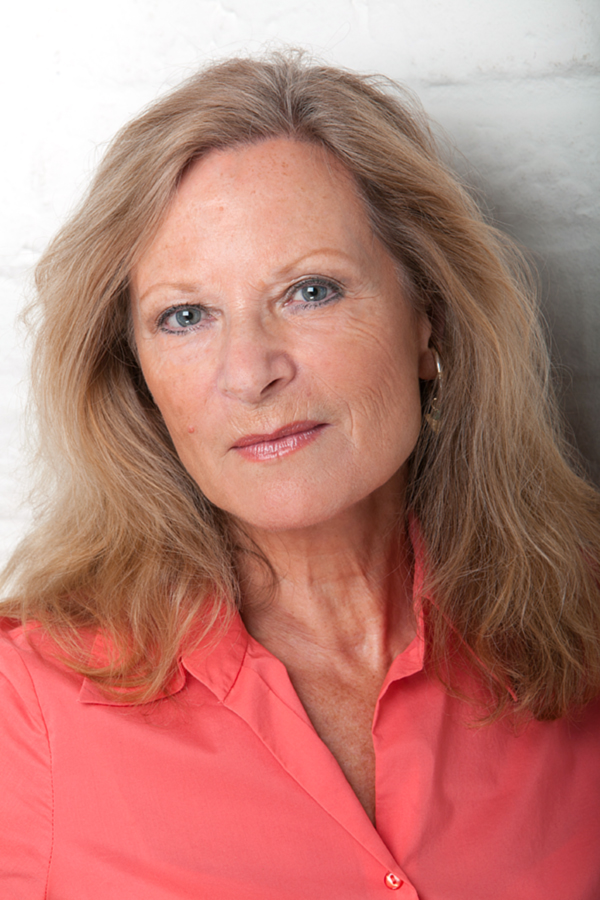
Rotraut Rieger (* 1946)

- Rieger, Rudolf (1916–1996), österreichischer Skispringer
- Rieger, Silvia (* 1970), deutsche Hürdenläuferin
- Rieger, Sophie (1933–2022), deutsche Architektin und Politikerin (Bündnis 90/Die Grünen), MdL
- Rieger, Stefan (* 1963), deutscher Medien- und Kulturtheoretiker
- Rieger, Walter (1908–1989), deutscher Jurist und Politiker (FDP), MdB
- Rieger, Walter (1915–1990), Schweizer Architekt
- Rieger, Wilhelm (1878–1971), deutscher Ökonom
- Rieger, Willy (1904–1967), deutscher Bahnradsportler
- Rieger, Wolfram, deutscher Pianist
- Rieger-Jähner, Brigitte (* 1949), deutsche Kunsthistorikerin
- Rieger-Ladich, Markus (* 1967), deutscher Erziehungswissenschaftler und Hochschullehrer
- Riegersperger, Franz (1920–2015), österreichischer Maler und Graphiker
- Riegert, Charles (1913–1988), französischer Radrennfahrer
- Riegert, Klaus (* 1959), deutscher Politiker (CDU), MdB
- Riegert, Peter (* 1947), US-amerikanischer SchauspielerPeter Riegert (* 1947)

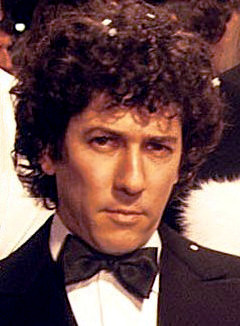
Peter Riegert (* 1947)

### Riegg
- Riegg, Ignaz Albert von (1767–1836), Bischof von Augsburg
- Riegg, Karl (1929–1995), deutscher Fußballschiedsrichter
- Riegger, Helmut (* 1962), deutscher Politiker (CDU) und Landrat des Landkreises Calw
- Riegger, Josef Anton von (1742–1795), Jurist und Historiker
- Riegger, Manfred (* 1967), deutscher Theologe und Hochschullehrer
- Riegger, Paul Joseph von (1705–1775), Jurist und Staatskirchenrechtslehrer
- Riegger, Wallingford (1885–1961), US-amerikanischer Komponist

### Riegl
- Riegl, Alois (1858–1905), österreichischer Kunsthistoriker
- Riegle, Donald W. (* 1938), US-amerikanischer Politiker
- Riegler, Ado (1906–1988), deutscher Schauspieler
- Riegler, Alois (1861–1940), österreichischer Politiker (CS), Landtagsabgeordneter, Mitglied des Bundesrates
- Riegler, Andreas (* 1820), österreichischer Jurist und Politiker
- Riegler, Christoph (* 1992), österreichischer Fußballtorwart
- Riegler, Claudia (* 1973), österreichische Snowboarderin
- Riegler, Claudia (* 1976), neuseeländische Skirennläuferin
- Riegler, David (* 2002), österreichischer Fußballspieler
- Riegler, Dieter (* 1950), deutscher blinder Schachspieler
- Riegler, Florian (* 1982), italienischer Extrem-Kletterer und Filmemacher
- Riegler, Franz (1915–1989), österreichischer Fußballspieler
- Riegler, Franz (1922–1945), österreichischer Fußballspieler
- Riegler, Gregor (* 1950), österreichischer Schriftsteller
- Riegler, Jan-Marc (* 1988), österreichischer Fußballspieler
- Riegler, Johann (1929–2011), österreichischer Fußballspieler
- Riegler, Johannes-Jörg (* 1964), deutscher Rechtswissenschaftler
- Riegler, Josef (1922–1947), österreichischer SS-Unterscharführer, Blockführer und Rapportführer im KZ Mauthausen
- Riegler, Josef (* 1938), österreichischer Politiker (ÖVP), Landtagsabgeordneter, Abgeordneter zum NationalratJosef Riegler (* 1938)

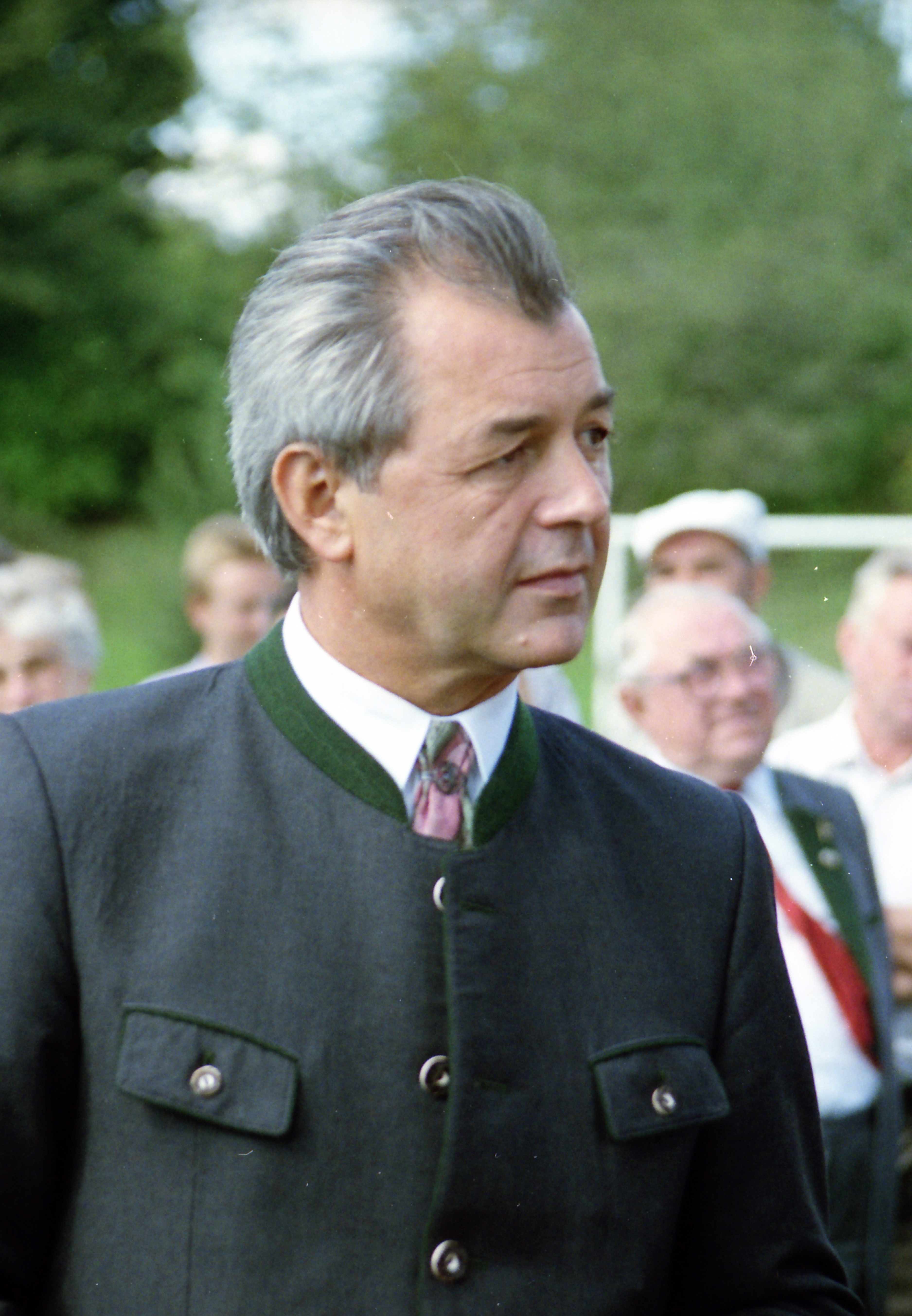
Josef Riegler (* 1938)

- Riegler, Josef (* 1975), österreichischer Rollstuhltennisspieler
- Riegler, Manuela (* 1974), österreichische Snowboarderin
- Riegler, Matthias (* 1993), österreichischer Handballtorwart
- Riegler, Michael (* 1979), liechtensteinischer Skirennläufer
- Riegler, Philipp (* 1999), österreichischer Fußballspieler
- Riegler, Robert (* 1963), österreichischer Bassist und Komponist
- Riegler, Thomas (* 1965), deutscher Kirchenmusiker und Komponist
- Riegler, Waltraud (* 1959), österreichische Erwachsenenbildnerin und LGBT-Aktivistin

### Riegn
- Riegner, Dirk, deutscher Musiker, Songwriter und Musikproduzent
- Riegner, Gerhart M. (1911–2001), deutscher Religionsphilosoph
- Riegner, Günter (1951–1995), deutscher Orgelbauer
- Riegner, Maresi (* 1991), österreichische SchauspielerinMaresi Riegner (* 1991)

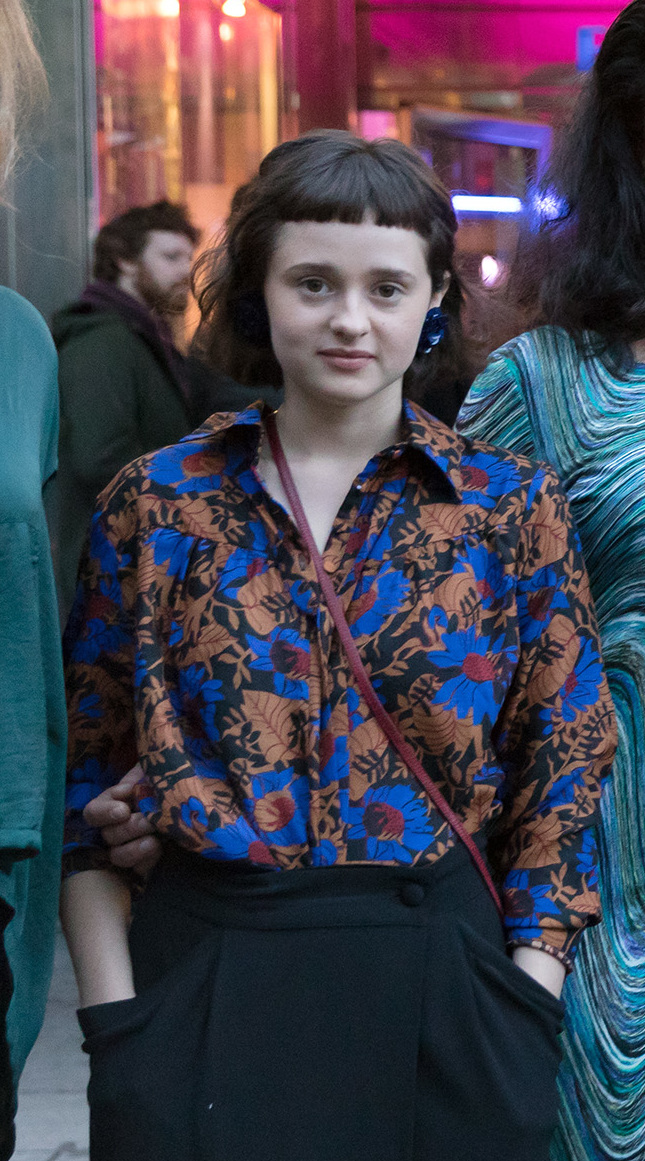
Maresi Riegner (* 1991)

### Riego
- Riego Jáñez, Rutilio Del (* 1940), spanischer Geistlicher, emeritierter Weihbischof in San Bernardino
- Riego, Guillermo del (* 1958), spanischer Kanute
- Riego, Rafael del († 1823), spanischer Revolutionär
- Riego, Teresa del (1876–1963), englische Pianistin, Geigerin und Komponistin

### Riegr
- Riegraf, Birgitt (* 1961), deutsche Soziologin
- Riegraf, Hellmut (1909–1988), deutscher Politiker (KPD) und Widerstandskämpfer